# اولیور اکلند
اولیور اکلند (به انگلیسی: Oliver Ackland) یک بازیگر استرالیایی است.

## زندگی‌نامه
در سال ۲۰۱۲، اکلند، در فیلم کمدی ترسناک، ۱۰۰ جریب خونی، به کارگردانی کالین و کامرون کرنس، فیلم بلایندر از ریچارد گری و فیلم تلویزیونی شرکت پخش رسانه‌ای آمریکا، راز یک کابین درشکه دو چرخه ایفای نقش کرد.
اخیراً، او در نقش «توبی ریون» در مینی سریال تحسین‌برانگیز کلاوداستریت، به کارگردانی متیو ساویل، در نقش «ریس» در سیلی، سریال اقتباسی از رمان برندهٔ چند جایزه کریستوس تسیولکس ظاهر شد. از دیگر سریال‌های او می‌توان به: پرستاران، همیشه سبزتر، شیرهای جوان و اوتسایدرز اشاره کرد. او همچنین در فیلم تلویزیونی آبشار زمرد و مینی سریال جسیکا، هر دو به کارگردانی پیتر اندریکیدیس حضور داشت.
اکلند در فیلم هدر رفته در جوانی بن لوکاس که برای اولین بار در جشنواره فیلم سیدنی و جشنواره بین‌المللی فیلم تورنتو ۲۰۱۰ به نمایش درآمد به شهرت رسید. از دیگر فیلم‌های او می‌توان به کابل اثر راجر اسکولز و فیلم تحسین‌برانگیز جان هیلکات، پیشنهاد اشاره کرد.
اکلند همچنین در فیلم‌های کوتاه متعددی از جمله ضربه شیرین لعنتی به کارگردانی دیمین والشه-هاولینگ و حوا به کارگردانی هانا هیلیارد ظاهر شد.
وی همچنین در سال ۲۰۱۵ در نقش تریستان د مارتل در فصل سوم سریال محبوب اصیل‌ها ایفای نقش کرد.

## فیلم‌های برگزیده
- پیشنهاد
- هدر رفته در جوانی
- ۱۰۰ جریب خونی
- خانه و دوری اپیزود: "۱٫۳۴۷۹"
- بلایندر
- Pirate Islands
- Outriders
- Emerald Falls
- اصیل‌ها

## جوایز
| سال  | جایزه                | دسته‌بندی                   | نتیجه |
| ---- | -------------------- | -------------------------- | ----- |
| ۲۰۰۹ | استرالیایی‌ها در فیلم | اولین جایزه بورسیه هیث لجر | برنده |